# Ross Gasworth
Ross Gasworth ist ein US-amerikanischer Cellist und Musikpädagoge.
Gasworth begann im Alter von drei Jahren Cello zu spielen. Er studierte am Cleveland Institute of Music bei Richard Aaron und Stephen Geber und setzte seine Ausbildung bei Eugene Osadchy an der University of North Texas und Michel Strauss am Pariser Konservatorium fort. Er war Cellist im Los Angeles Philharmonic, in der San Diego Symphony, dem Houston Symphony Orchestra, der Fort Worth Symphony, der New World Symphony  und im Artosphere Festival Orchestra sowie Erster Cellist der Waco Symphony und der Miami Symphony.
Als Solist trat Gasworth u. a. mit der Rochester Symphony, der Birmingham-Bloomfield Symphony, dem Michigan Youth Arts Festival Orchestra, dem Detroit Symphony Civic Orchestra und der UCI Symphony auf. Michael Tilson Thomas engagierte ihn als Ersten Cellisten für das YouTube Symphony Orchestra am Sydney Opera House. Er wirkte an mehreren Musik- und Kammermusikfestivals mit, hatte Auftritte u. a. in der Carnegie Hall, der Suntory Hall in Tokio, im Ho Chi Minh Opera House und der Hollywood Bowl und spielte als Studiomusiker Filmmusiken u. a. in den Studios von Sony Pictures und Warner Brothers sowie CD-Aufnahmen mit Barbra Streisand, Michael Bublé und Herb Alpert ein.
Seit 2012 ist er Mitglied des Trio Céleste (mit Iryna Krechkovsky, Geige, und deren Ehemann Kevin Kwan Loucks, geboren 1982, Klavier), das Ensemble-in-Residence der Claire Trevor School of the Arts der University of California, Irvine ist, und Direktor der Chamber Music | OC. Neben Cello und Kammermusik unterrichtet er Eurhythmie nach Émile Jaques-Dalcroze u. a. an der University of North Texas, der University of Illinois, am Cleveland Institute of Music, an der Idyllwild Arts Academy, beim Programm für junge Streicher des Dallas Symphony Orchestra und an der Orange County School of the Arts .

## Weblink
- Website von Ross Gasworth